# Bonneil
Bonneil település Franciaországban, Aisne megyében. Lakosainak száma 376 fő (2022. január 1.). Bonneil Azy-sur-Marne, Essômes-sur-Marne és Romeny-sur-Marne községekkel határos.

## Népesség
A település népességének változása:
| Lakosok száma | 259  | 287  | 336  | 403  | 383  | 379  | 375  | 379  | 378  | 376  |
|               | 1968 | 1982 | 1990 | 2006 | 2013 | 2015 | 2017 | 2019 | 2020 | 2022 |